# 音量正規化
音量正規化（ノーマライズ）とは、音響信号処理のひとつで、ある音声データ全体の音量（プログラムレベル）を分析し、特定の音量へ調整する処理である。音声データを適正な音量に整えたり、複数の音声データの音量を統一する目的で用いられる。
ごく基礎的には信号のピークレベルを分析して調整する方式と、RMSレベルを分析して調整する方式がある。ピークレベル方式はデジタルクリップを起こさない範囲で最大化する用途に適しており、RMSレベル方式は聴感音量を基準とする用途に適している。より精密な規格に基づいた聴感音量の調整には、特性重み付けがされたラウドネスの分析がおこなわれる。
ノーマライズはデータ全体の分析が必要なため、リアルタイム音声は処理できない。リアルタイムでの類似用途ではコンプレッサーやリミッターが用いられるが、動作原理は異なり、音量の変化に反応して音量を調整するため、人工的な音量の変化が生じうる。